# Pterolophia bicirculata
Pterolophia bicirculata là một loài bọ cánh cứng trong họ Cerambycidae.